# Кишмони, Янош
Янош Кишмони (венг. Kismoni János, р.12 января 1969) — венгерский борец греко-римского стиля, призёр чемпионатов мира.

## Биография
Родился в 1969 году. В 1995 году занял 12-е место на чемпионате Европы. В 1998 году стал серебряным призёром чемпионата мира, а на чемпионате Европы был 10-м. На чемпионате мира 1999 года занял 16-е место. На чемпионате Европы 2000 года стал 9-м.